# Пулитцеровская премия за корреспонденцию
Пулитцеровская премия за корреспонденцию (англ. Pulitzer Prize for Correspondence) — одна из номинаций Пулитцеровской премии, существовавшая в 1929—1947 годах. Награда была ориентирована на обозревателей и корреспондентов, работавших в горячих точках или освещавших международные конфликты, поэтому в отдельных источниках её также называют премией «За международную корреспонденцию».

## История
После Первой мировой войны общественные интересы были сосредоточены на международной повестке, что сказалось на материалах печатных изданий. Чтобы отразить тенденцию, в 1929 году организаторы Пулитцеровской премии создали новую номинацию «За корреспонденцию». Критериями оценки жюри стали «чёткость и краткость стиля», что подразумевало «честность, рассудительность, сбалансированность и информативность повествования, которое должно было прояснить важность темы».
В 1936 году консультативный совет и попечители из Колумбийского университета присудили премию за корреспонденцию посмертно Уилфреду С. Барберу, погибшему во время работы в Эфиопии. Решение вызвало один из первых скандалов в истории Пулитцеровской премии, так как журналист United Press International Уэбб Милер, также работавший в Эфиопии и выбранный ранее жюри, лишился награды. United Press бойкотировала премию в течение последующих 18 лет.
В 1941 году премию не вручали, так как консультативный совет одобрил решение разработать отличительные знаки (бронзовые медали и свёртки) для американских журналистов, работавших в зонах боевых действий в Европе, Азии и Африке. В последующие годы Второй мировой войны жюри столкнулось с проблемой оценки работы международных и локальных обозревателей: темы из горячих точек привлекали больше внимания и были более весомы. В результате в 1942 году в дополнение к существующей награде «За корреспонденцию» были созданы национальная и международная премии «За телеграфный репортаж». В 1948 году эти три категории объединили в две («За международный репортаж» и «За национальный репортаж»), упразднив номинацию «За корреспонденцию».

## Лауреаты
| Год  | Издание                                           | Лауреат                       | Комментарий |
| ---- | ------------------------------------------------- | ----------------------------- | --- |
| 1929 | Chicago Daily News                                | Пол Скотт Моурер              | За освещение международных вопросов, включая франко-британский военно-морской пакт и кампанию Германии по пересмотру плана Дауэса. |
| 1930 | New York Herald Tribune                           | Леланд Стоу                   | За серию статей, посвящённых конференциям по репарациям и созданию Международного банка                                            |
| 1931 | Philadelphia Public Ledger, New York Evening Post | H. Р. Никербокер              | За серию статей об осуществлении пятилетнего плана в СССР                                                                          |
| 1932 | St. Louis Post-Dispatch                           | Чарльз Г. Росс                | За статью «Бедственное положение страны, что с этим можно сделать?»                                                                |
| 1932 | New York Times                                    | Вальтер Дюранти               | За серию донесений об СССР, в частности, о разработке пятилетнего плана                                                            |
| 1933 | Chicago Daily News                                | Эдгар Ансель Маурер           | За освещение политических кризисов в Германии в 1932 году, включая статьи о борьбе Адольфа Гитлера за власть                       |
| 1934 | New York Times                                    | Фредерик Т. Бирчалл           | За серию европейских репортажей |
| 1935 | New York Times                                    | Артур Крок                    | За репортажи из Вашингтона |
| 1936 | Chicago Tribune                                   | Уилфред С. Барбер (посмертно) | За доклады о войне в Эфиопии |
| 1937 | New York Times                                    | Энн О'Хейр Маккормик          | За тематические статьи из Европы в 1936 году                                                                                       |
| 1938 | New York Times                                    | Артур Крок                    | За эксклюзивное интервью с президентом Франклином Рузвельтом 27 февраля 1937 года                                                  |
| 1939 | Associated Press                                  | Луи П. Лохнер                 | За репортажи из Берлина |
| 1940 | New York Times                                    | Отто Д. Толищус               | За репортажи из Берлина |
| 1941 | —                                                 | —                             | — |
| 1942 | Philippines Herald                                | Карлос П. Ромуло              | За наблюдения и прогнозы о развитии событий на Дальнем Востоке во время поездки по проблемным центрам от Гонконга до Батавии.      |
| 1943 | New York Times                                    | Хэнсон В. Болдуин             | За доклад о событиях в Юго-Западной части Тихого океана во время военных действий                                                  |
| 1944 | Scripps-Howard Newspaper Alliance                 | Эрнест Тейлор Пайл            | За выдающуюся военную корреспонденцию в течение 1943 года                                                                          |
| 1945 | Associated Press                                  | Гарольд Бойл                  | За выдающуюся военную корреспонденцию в течение 1944 года                                                                          |
| 1946 | New York Times                                    | Арнальдо Кортези              | За выдающуюся корреспонденцию в течение 1945 года, в частности, репортажи из Буэнос-Айреса                                         |
| 1947 | New York Times                                    | Брукс Аткинсон                | За выдающуюся корреспонденцию в 1946 году, в частности, серию статей об СССР                                                       |